# Campeonato Africano de Atletismo de 2016 - 1500 m feminino
A prova dos 1500 metros feminino do Campeonato Africano de Atletismo de 2016 foi disputada no dia 24 de junho no Kings Park Stadium  em Durban,  na África do Sul. Participaram da prova 14 atletas sendo que 13 concluíram a prova. 

## Recordes
Antes desta competição, os recordes mundiais e do campeonato nesta prova eram os seguintes:
|                       | Nome           | Nacionalidade | Tempo     | Local      | Data                |
| --------------------- | -------------- | ------------- | --------- | ---------- | ------------------- |
| Recorde mundial       | Genzebe Dibaba | Etiópia       | 3m 50s 07 | Mónaco     | 17 de julho de 2015 |
| Recorde do campeonato | Rabab Arafi    | Marrocos      | 4m 05s 80 | Porto Novo | 29 de junho de 2012 |
| Recorde africano      | Genzebe Dibaba | Etiópia       | 3m 50s 07 | Mónaco     | 17 de julho de 2015 |

Os seguintes recordes foram estabelecidos durante esta competição:
| Data        | Evento | Atleta         | Nacionalidade | Tempo     | Notas                 |
| ----------- | ------ | -------------- | ------------- | --------- | --------------------- |
| 24 de junho | Final  | Caster Semenya | África do Sul | 4m 01s 99 | Recorde do campeonato |

## Medalhistas
| Ouro                 | Prata             | Bronze               |
| Caster Semenya (RSA) | Rabab Arafi (MAR) | Adanech Anbesa (ETH) |

## Cronograma
Todos os horários são locais (UTC+2). 
| Data        | Hora  | Evento |
| ----------- | ----- | ------ |
| 24 de junho | 18:55 | Final  |

## Resultado final
| Posição           | Atleta              | Nacionalidade                  | Tempo   | Notas                 |
| ----------------- | ------------------- | ------------------------------ | ------- | --------------------- |
| Medalha de ouro   | Caster Semenya      | África do Sul                  | 4:01.99 | Recorde do campeonato |
| Medalha de prata  | Rabab Arafi         | Marrocos                       | 4:03.95 |                       |
| Medalha de bronze | Adanech Anbesa      | Etiópia                        | 4:05.22 |                       |
| 4                 | Fantu Worku         | Etiópia                        | 4:05.84 |                       |
| 5                 | Siham Hilali        | Marrocos                       | 4:07.39 |                       |
| 6                 | Janet Achola        | Uganda                         | 4:08.11 |                       |
| 7                 | Beatha Nishimwe     | Ruanda                         | 4:08.75 | Recorde nacional      |
| 8                 | Sela Jepleting      | Quênia                         | 4:09.14 |                       |
| 9                 | Judy Kiyeng         | Quênia                         | 4:11.60 |                       |
| 10                | Alawia Andal        | Sudão                          | 4:29.51 |                       |
| 11                | Lavinia Haitope     | Namíbia                        | 4:31.11 |                       |
| 12                | Merhawit Ghide      | Eritreia                       | 4:48.10 |                       |
| 13                | Divine Makaya-Asani | República Democrática do Congo | 5:18.59 |                       |
| 14                | Malika Akkaoui      | Marrocos                       | DNS     |                       |

Legenda
| Recorde mundial       | Recorde mundial (World record)               |                       | Recorde africano                      | Recorde africano (African) |                                           | Q | Classificado por posição (Qualified) |
| Recorde do campeonato | Recorde do campeonato (Championship record)  | Recorde da América    | Recorde da América (Americas)         | q                          | Classificado por melhor tempo (Qualified) |   |                                      |
| Melhor marca do ano   | Melhor marca do ano (World leading)          | Recorde asiático      | Recorde asiático (Asian)              | DNS                        | Não largou (Did not start)                |   |                                      |
| Recorde nacional      | Recorde nacional (National record)           | Recorde europeu       | Recorde europeu (European)            | DNF                        | Não terminou (Did not finish)             |   |                                      |
| Recorde pessoal       | Recorde pessoal do atleta (Personal best)    | Recorde da Oceania    | Recorde da Oceania (Oceania)          | DSQ / DQ                   | Desclassificado (Disqualified)            |   |                                      |
| Recorde da temporada  | Recorde da temporada do atleta (Season best) | Recorde sul-americano | Recorde sul-americano (South America) | NM                         | Sem marca (No mark)                       |   |                                      |